# Warning
Warning is een album van Green Day dat in het jaar 2000 uitkwam.
Het bekende nummer Warning staat op deze cd, maar ook de even bekende liedjes Waiting, Minority en Macy's Day Parade staan erop.
Er is ook een hidden track, namelijk 86. Dit lied staat ook op Insomniac, maar op Warning staat de live-versie uit Praag.

## Nummers
Het album bevat twaalf nummers en één hidden track.
1. Warning
2. Sex, Booze & Blood
3. Church On Sunday
4. Fashion Victim
5. Castaway
6. Misery
7. Deadbeat Holiday
8. Hold On
9. Jackass
10. Waiting
11. Minority
12. Macy's Day Parade
13. 86 (live in Prague)